# Ursula Groden-Kranich

Ursula Groden-Kranich (2020)

Ursula Groden-Kranich (* 24. Mai 1965 in Mainz) ist eine deutsche Politikerin (CDU). Sie war von 2013 bis 2021 sowie für einige Wochen Anfang 2025 Mitglied des Deutschen Bundestages.

## Leben und Beruf
Nach dem Abitur 1984 an der Maria Ward-Schule Mainz absolvierte Ursula Groden-Kranich ihre Ausbildung zur Bankkauffrau bei der LRP Landesbank Rheinland-Pfalz, danach war sie dort von 1989 bis 2014 als Anlageberaterin beschäftigt.
Ursula Groden-Kranich ist ehrenamtliche stellvertretende Präsidentin des Kreisverbandes Mainz-Bingen des Deutschen Roten Kreuzes, Vorsitzende des DRK Ortsvereines Mainz-Hechtsheim e. V., Vorsitzende des Kirchbau- und Gemeindefördervereins e. V. St. Pankratius Mainz-Hechtsheim und Mitglied des Kuratoriums der Fridtjof-Nansen-Akademie für politische Bildung im Weiterbildungszentrum Ingelheim.
Ursula Groden-Kranich ist römisch-katholischer Konfession, verheiratet und hat eine Tochter.

## Politik

### Partei
Ursula Groden-Kranich trat 1982 in die Junge Union Mainz ein und wurde später Mitglied des Vorstands der CDU Hechtsheim und Mitglied des Landesvorstands der Kommunalpolitischen Vereinigung (KPV) der CDU Rheinland-Pfalz. Sie ist zudem Vorsitzende der Frauen-Union (FU) Rheinland-Pfalz.

### Kommunale Arbeit
1994 in den Hechtsheimer Ortsbeirat gewählt, gelang ihr 1999 auch der Sprung in den Mainzer Stadtrat, dem sie seither angehört. Als Mitglied des Stadtrats ist sie in folgenden Funktionen tätig:
- Zweckverband Layenhof/Münchwald
- Mitglied des Aufsichtsrats der Zentralen Beteiligungsgesellschaft der Stadt Mainz
- Mitglied des Verwaltungsrats der Sparkasse Mainz

2004 wurde sie in einer Direktwahl zur Ortsvorsteherin von Mainz-Hechtsheim gewählt und 2009 in ihrem Amt bestätigt. Aufgrund ihrer Tätigkeit im Bundestag kandidierte sie 2014 nicht erneut für das Amt als Ortsvorsteherin. 2019 und 2024 wurde sie in den Mainzer Stadtrat gewählt.

### Bundestag
2013 zog sie für den Wahlkreis 206 Mainz als Nachfolgerin von Ute Granold (CDU) mit der Mehrheit der Erststimmen direkt in den Bundestag ein. Bei der Bundestagswahl 2017 trat sie erneut für ihre Partei an und konnte das Direktmandat mit 35,7 % gegen den Kandidaten der SPD, Carsten Kühl, verteidigen. Bei der Bundestagswahl 2021 verlor sie das Direktmandat mit 23,6 % an Daniel Baldy (SPD) und verpasste auch über die CDU-Landesliste den Wiedereinzug in den Bundestag.
Ursula Groden-Kranich war ordentliches Mitglied im Ausschuss für die Angelegenheiten der Europäischen Union sowie im Auswärtigen Ausschuss. Obfrau und ordentliches Mitglied war sie zudem im Unterausschuss Auswärtige Kultur- und Bildungspolitik. Neben den ordentlichen Mitgliedschaften war Groden-Kranich Stellvertreterin im Ausschuss für Familie, Senioren, Frauen und Jugend und im Ausschuss für Kultur und Medien.
Von 2019 bis 2021 war Groden-Kranich Mitglied der Deutsch-Französischen Parlamentarischen Versammlung.
Am 7. Februar 2025 rückte Groden-Kranich für den verstorbenen Erwin Rüddel für die verbleibenden wenigen Wochen der Legislaturperiode in den Bundestag nach. Bei der Bundestagswahl 2025 erhielt sie die meisten Erststimmen in ihrem Wahlkreis, zog aber aufgrund fehlender Zweitstimmendeckung ihrer Partei nicht in den Bundestag ein.

## Mitgliedschaften
Ursula Groden-Kranich ist Mitglied der überparteilichen Europa-Union Deutschland, die sich für ein föderales Europa und für den europäischen Einigungsprozess einsetzt.
Seit 2018 ist Groden-Kranich Bundesvorsitzende des Kolpingwerkes Deutschland. Seit März 2017 ist sie Vorsitzende der Frauen-Union Landesverband Rheinland-Pfalz. Am 17. März 2022 wurde Ursula Groden-Kranich zur Vorsitzenden der unabhängigen Aufarbeitungskommission zu sexuellem Missbrauch und sexueller Gewalt im Bistum Mainz gewählt.